# Łajka zachodniosyberyjska

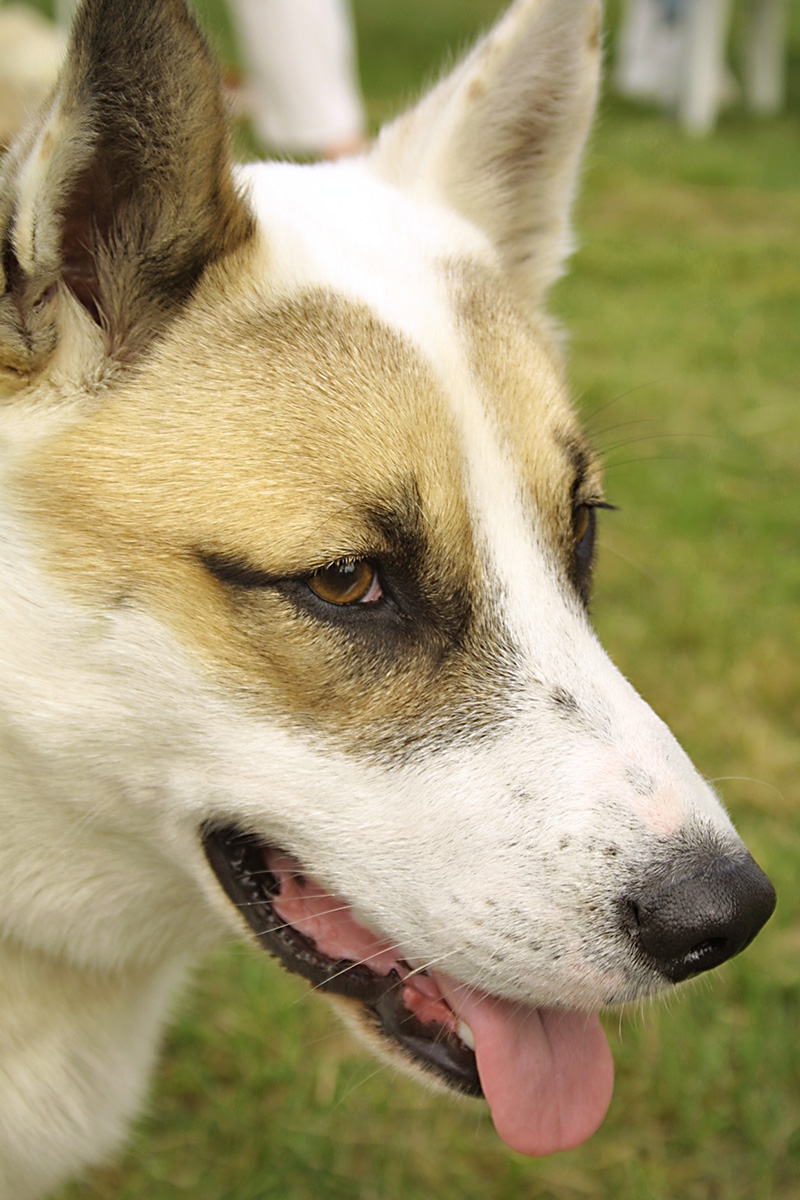
Głowa łajki zachodniosyberyjskiej

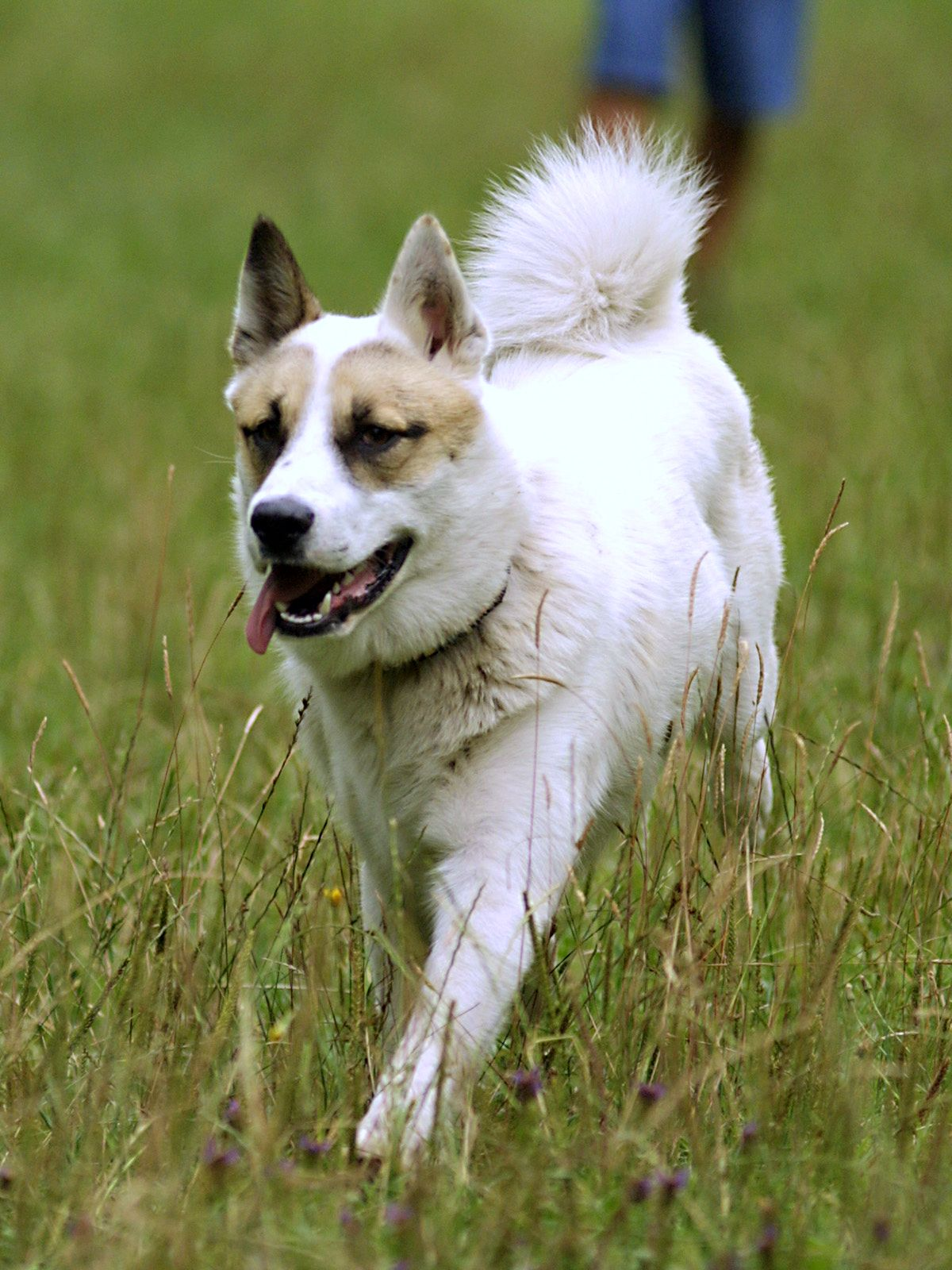
Łajka w biegu. Pies gdy jest czymś zainteresowany stawia wysoko uszy i zsuwa je blisko siebie

Łajka zachodniosyberyjska (ros. западносибирская лайка, ang. Westsiberian Laika) – jedna z ras psów, należąca do grupy szpiców myśliwskich, zaliczana do grupy łajek. Podlega próbom pracy.

## Budowa

### Wygląd ogólny
Pies średniej wielkości o mocnej budowie. Wysokość w kłębie 54–60 cm dla psów, suki 52–58 cm. Indeks (długość tułowia x 100 : wysokość w kłębie) u psów 103-107, u suk 104-108. U psów kłąb wyniesiony jest około 1–2 cm ponad krzyż, u suk wyniesienie kłębu do 1 cm.

### Głowa
W widoku z góry ma kształt ostrego klina o umiarkowanie szerokiej mózgoczaszce. kufa w przybliżeniu ma długość równą długości mózgoczaszki. Profil kufy umiarkowanie klinowaty. Linie grzbietu nosa i góry mózgoczaszki są równoległe do siebie. Stop łagodnie zaznaczony. Oczy nieduże i owalne, pożądane skośne ustawienie, kolor piwny lub brązowy przy każdym umaszczeniu. Uszy stojące w kształcie nieco wyciągniętego trójkąta, wysoko osadzone, ruchliwe.
Szyja o długości zbliżonej do długości głowy, muskularna, u psów otoczona kołnierzem z długiego włosa, noszona wysoko pod kątem 40-50° w stosunku do linii tułowia.

### Tułów
Tułów o mocnym kośćcu i muskulaturze. Skóra gładka bez fałd. Grzbiet prosty, szeroki i muskularny. Zad umiarkowanie spadzisty. Klatka piersiowa głęboka, szeroka i długa. Spód klatki piersiowej sięga do łokci i niżej. Brzuch lekko podciągnięty.

### Kończyny
Przednie i tylne proste, ustawione równolegle. Barki muskularne, kąt w stawie ramiennym 90-100°, łokcie ustawione wprost do tyłu, przedramiona proste, sródręcza ustawione lekko odsiebnie. Długie podudzia, palce ściśle zwarte, łapy o okrągłym kształcie. Wilcze pazury należy amputować.

### Ogon
Niezbyt długi, opuszczony w dół sięga do stawu skokowego lub jest o 1–2 cm krótszy. Ogon zwykle jest ciasno zakręcony i przyciśnięty do grzbietu lub biodra, albo zakręcony sierpowato i noszony nad grzbietem. Sporadycznie pies może nosić ogon opuszczony w dół.

### Szata i umaszczenie
Szata składa się z włosów okrywowych oraz miękkiego, gęstego podszerstka. Włosy okrywowe grube i proste, ułożone równolegle do ciała. U psów na szyi i barkach włosy są odstające i tworzą kołnierz. Na nogach sierść jest krótka i ściśle przylegająca, jedynie po tylnej stronie kończyn może tworzyć dłuższe frędzle. Charakterystyczne jest występowanie sierści pomiędzy palcami. Ogon równomiernie porośnięty twardymi, prostymi włosami.
Maść różnorodna, koloru białego, kremowego ("kość słoniowa"), "pieprz i sól", rudy, szary, wilczasty, łaciaty i srokaty w wymienionych kolorach.

## Charakterystyka psychiczna

### Charakter
Pies samodzielny, niezależny, lecz równocześnie nawiązujący głęboką więź ze swoim właścicielem, chociaż nie zawsze chętny do podporządkowania się poleceniom. Jest psem inteligentnym. Zawsze przyjazny w stosunku do ludzi, choć zdarza mu się, rzadko, wykazywać agresję wobec innych psów.

### Temperament
Jak wszystkie szpice, łajka zachodniosyberyjska jest psem niepokornym, niechętnie wykonującym nużące polecenia. Wykazuje dużą wrażliwość na sposób traktowania. Pies ukarany przez właściciela, choćby podniesieniem głosu, może stracić do niego zaufanie i nabrać dystansu. Z drugiej strony jednak, właściwie układana i dobrze traktowana przez właściciela łajka, wiąże się z nim bardzo mocno emocjonalnie i staje się najwierniejszym przyjacielem.

## Pielęgnacja
Pomimo obfitej szaty łajka zachodniosyberyjska nie wymaga wielu zabiegów pielęgnacyjnych. Jedynie w okresie linienia należy regularnie szczotkować psa w celu usunięcia obumarłego włosa. W pozostałym okresie wystarczy sporadyczne szczotkowanie. Pies, który ma możliwość kąpieli w czystej rzece lub jeziorze, chętnie sam się kąpie i nie wymaga dodatkowych zabiegów pielęgnacyjnych. Nie należy czesać i szczotkować mokrej sierści. Opieka sanitarna i zapobieganie pasożytom skóry i owłosienia jak u innych psów, zgodnie z zaleceniami weterynarza.

## Szkolenie
Łajka jest inteligentna i uczy się szybko, co nie oznacza, że chętnie wykonuje polecenia. W szkoleniu jako zasadę należy przyjąć stosowanie atrakcyjnych dla psa form, przypominających zabawę, częste zmienianie wykonywanych ćwiczeń, motywowanie psa nagrodami. Żadnych efektów nie przyniesie surowa dyscyplina i ostre traktowanie psa. W takich warunkach przestanie on współpracować z właścicielem.
Osobną kwestią jest szkolenie łajki do polowania. Polowanie z łajką jest o tyle specyficzne, że to nie myśliwy kieruje psem, ale łajka pracuje samodzielnie, nieraz w znacznym oddaleniu, a po wytropieniu głosi zwierzynę i prowadzi na nią myśliwego. W szkoleniu inicjatywa pozostaje po stronie psa, który sam wykorzystuje swój rozbudowany instynkt łowiecki do nauki zachowania się w lesie i tropienia zwierzyny. Najlepszą nauką polowania jest wypuszczenie do lasu szczeniaka razem z dorosłą polującą łajką.

## Historia
Łajka zachodniosyberyjska została wyodrębniona jako rasa w latach 50. XX wieku w wyniku krzyżowania występujących w strefie leśnej zachodniej Syberii, blisko spokrewnionych ze sobą odmian łajek, głównie mansijskiej i chantejskiej. Wpływ na rozwój rasy miały również psy myśliwskie zawiezione tam przez myśliwych z Rosji. Wzorzec łajki zachodniosyberyjskiej został opracowany w ZSRR w 1959 r. a zatwierdzony przez FCI jako rasa w 1980 r.